# Saucy Sue
Saucy Sue è un cortometraggio muto del 1909. Il nome del regista non viene riportato nei credit del film.

## Trama
Sue, ragazza di campagna maliziosa, si diverte a giocare brutti scherzi a tutti quelli che incontra. Invitata dallo zio in città, lascia la campagna. Anche in città, Sue non abbandona le sue abitudini.

## Produzione
Il film fu prodotto dalla Lubin Manufacturing Company.

## Distribuzione
Distribuito dalla Lubin Manufacturing Company, il film - un cortometraggio della lunghezza di 189 metri - uscì nelle sale cinematografiche statunitensi il 7 giugno 1909. Nelle proiezioni, veniva programmato con il sistema dello split reel, accorpato in un'unica bobina con un altro cortometraggio prodotto dalla Lubin, la commedia A Cork Leg Legacy.